# 比洛瓦爾齊
48°1′50″N 23°41′39″E / 48.03056°N 23.69417°E
比洛瓦爾齊（烏克蘭語：Біловарці）是位於烏克蘭西部外喀爾巴阡州裏佳奇夫區的村莊，始建於1658年，面積23平方公里，海拔高度267米，2001年人口992，人口密度每平方公里43.13人。